# 반아종횡
반아종횡(伴我縱橫: Rhythm Of Destiny)은 홍콩에서 제작된 류웨이창 감독의 1992년 액션, 범죄 영화이다. 곽부성 등이 주연으로 출연하였다.

## 출연

### 주연
- 곽부성
- 이수현

### 조연
- 장민
- 가수량
- 우마
- 성규안
- 여피득
- 낙응균

## 제작진
- 연출: 류웨이창